# استان‌های سوریه
سوریه یک حکومت یکپارچه است، اما به‌منظور اهداف اداری به چهارده استان (عربی: محافظات، مفرد محافظة) تقسیم شده است. فرمانداری‌ها به شصت‌وپنج منطقه (مناطق، مفرد منطقة) تقسیم می‌شوند که خود به زیربخش‌هایی به نام ناحیه (نواحی، مفرد ناحية) تقسیم می‌شوند. نواحی شامل روستاهایی هستند که کوچک‌ترین واحدهای اداری محسوب می‌شوند.
هر استان توسط یک فرماندار که توسط رئیس‌جمهور منصوب می‌شود و نیازمند تأیید کابینه است، اداره می‌گردد. فرماندار مسئولیت اداره، بهداشت، خدمات اجتماعی، آموزش، گردشگری، امور عمومی، حمل‌ونقل، تجارت داخلی، کشاورزی، صنعت، دفاع مدنی، و حفظ قانون و نظم را در استان بر عهده دارد. وزیر هر ادارهٔ محلی با هر فرماندار همکاری نزدیک دارد تا پروژه‌های توسعهٔ محلی را هماهنگ و نظارت کند. فرماندار توسط یک شورای استانی که تمام اعضای آن به‌طور عمومی برای دوره‌ای چهار ساله انتخاب می‌شوند، یاری می‌شود. علاوه بر این، هر شورا از میان اعضای خود یک هیئت اجرایی انتخاب می‌کند که مسائل روزمره را بین جلسات شورای استانی مدیریت می‌کند. هر افسر اجرایی وظایف خاصی را بر عهده دارد.
منطقه‌ها و زیربخش‌ها توسط مقامات منصوب‌شده توسط فرماندار اداره می‌شوند. این مقامات بر مسائل محلی با شوراهای منطقه‌ای منتخب همکاری کرده و به‌عنوان واسطه‌ای بین دولت مرکزی و رهبران محلی سنتی مانند روسای روستاها، رهبران قبیله‌ای، و شوراهای ریش‌سفیدان عمل می‌کنند.

## فهرست
| نام استان       | مساحت (km²) | سرشماری (۲۰۱۰) | تراکم جمعیت (km²/فرد) | منطقه‌ها | نگاره | موقعیت |
| --------------- | ----------- | -------------- | --------------------- | ------- | ----- | ------ |
| استان حلب       | ۱۸٬۵۰۰      | ۴٬۶۰۰٬۱۶۶      | ۲۴۸٫۶۵                | ۸       |       |        |
| استان رقه       | ۱۹٬۶۱۶      | ۹۱۹٬۰۰۰        | ۴۶٫۸۴                 | ۳       |       |        |
| استان سویدا     | ۵٬۵۵۰       | ۳۶۴٬۰۰۰        | ۶۵٫۵۸                 | ۳       |       |        |
| استان دمشق      | ۱٬۵۹۹       | ۲٬۲۱۱٬۰۴۲      | ۱۸٬۲۷۳٫۰۷             | ۱       |       |        |
| استان درعا      | ۳٬۷۳۰       | ۹۹۸٬۰۰۰        | ۲۶۷٫۶۵                | ۳       |       |        |
| استان دیر الزور | ۳۳٬۰۶۰      | ۱٬۲۰۰٬۵۰۰      | ۳۶٫۳۱                 | ۳       |       |        |
| استان حماه      | ۸٬۸۸۳       | ۱٬۵۹۳٬۰۰۰      | ۱۷۹٫۳۳                | ۵       |       |        |
| استان حسکه      | ۲۳٬۳۳۴      | ۱٬۲۷۲٬۷۰۲      | ۵۵٫۵۴                 | ۴       |       |        |
| استان حمص       | ۴۲٬۲۲۳      | ۱٬۷۶۲٬۵۰۰      | ۴۱٫۷۴                 | ۶       |       |        |
| استان ادلب      | ۶٬۰۹۷       | ۱٬۴۶۴٬۰۰۰      | ۲۴۰٫۱۱                | ۵       |       |        |
| استان لاذقیه    | ۲٬۲۹۷       | ۱٬۲۷۸٬۴۸۶      | ۵۵۶٫۵۸                | ۴       |       |        |
| استان قنیطره    | ۱٬۸۶۱       | ۸۷٬۰۰۰         | ۴۶٫۷۴                 | ۲       |       |        |
| استان ریف دمشق  | ۱۸٬۰۳۲      | ۲٬۸۳۱٬۷۳۸      | ۱۵۷٫۰۳                | ۹       |       |        |
| استان طرطوس     | ۱٬۸۹۲       | ۷۸۵٬۰۰۰        | ۴۱۴٫۹۰                | ۵       |       |        |

پایتخت
| مرکز | مساحت (km²) | جمعیت (۲۰۱۰) | تراکم جمعیت (km²/فرد) | پرچم | تقسیمات کشوری |
| ---- | ----------- | ------------ | --------------------- | ---- | ------------- |
| دمشق | ۱۰۵         | ۱٬۷۱۱٬۰۰۰    | ۱۶۰۰۰                 |      |               |